# Sematophyllum allinckxiorum
Sematophyllum allinckxiorum är en bladmossart som beskrevs av William Russell Buck 2003. Sematophyllum allinckxiorum ingår i släktet Sematophyllum och familjen Sematophyllaceae. Inga underarter finns listade i Catalogue of Life.